# سحبيليات
سحبيليات (الاسم العلمي: Endomychidae)، فصيلة حشرات خنفسية من رتبة غمديات الأجنحة. أنواعها 1300 ضمن نحو 120 جنس.